# Pont-a-riom
Pont a Riom (en francès Pontarion) és una localitat i comuna de França, a la regió de la Nova Aquitània, departament de la Cruesa, al districte de Garait. És el cap del cantó homònim, encara que Sardent n'és la població més gran. La seva població al cens de 1999 era de 379 habitants. Està integrada a la Communauté de communes du Pays Cruesa Thaurion Gartempe.

## Demografia
| 1968 | 1975 | 1982 | 1990 | 1999 |
| ---- | ---- | ---- | ---- | ---- |
| 419  | 388  | 374  | 350  | 379  |

## Administració
| Període | Identitat     | Partit |
| ------- | ------------- | ------ |
| 2001-   | Jacky Guillon | PS     |